# يازوفكا

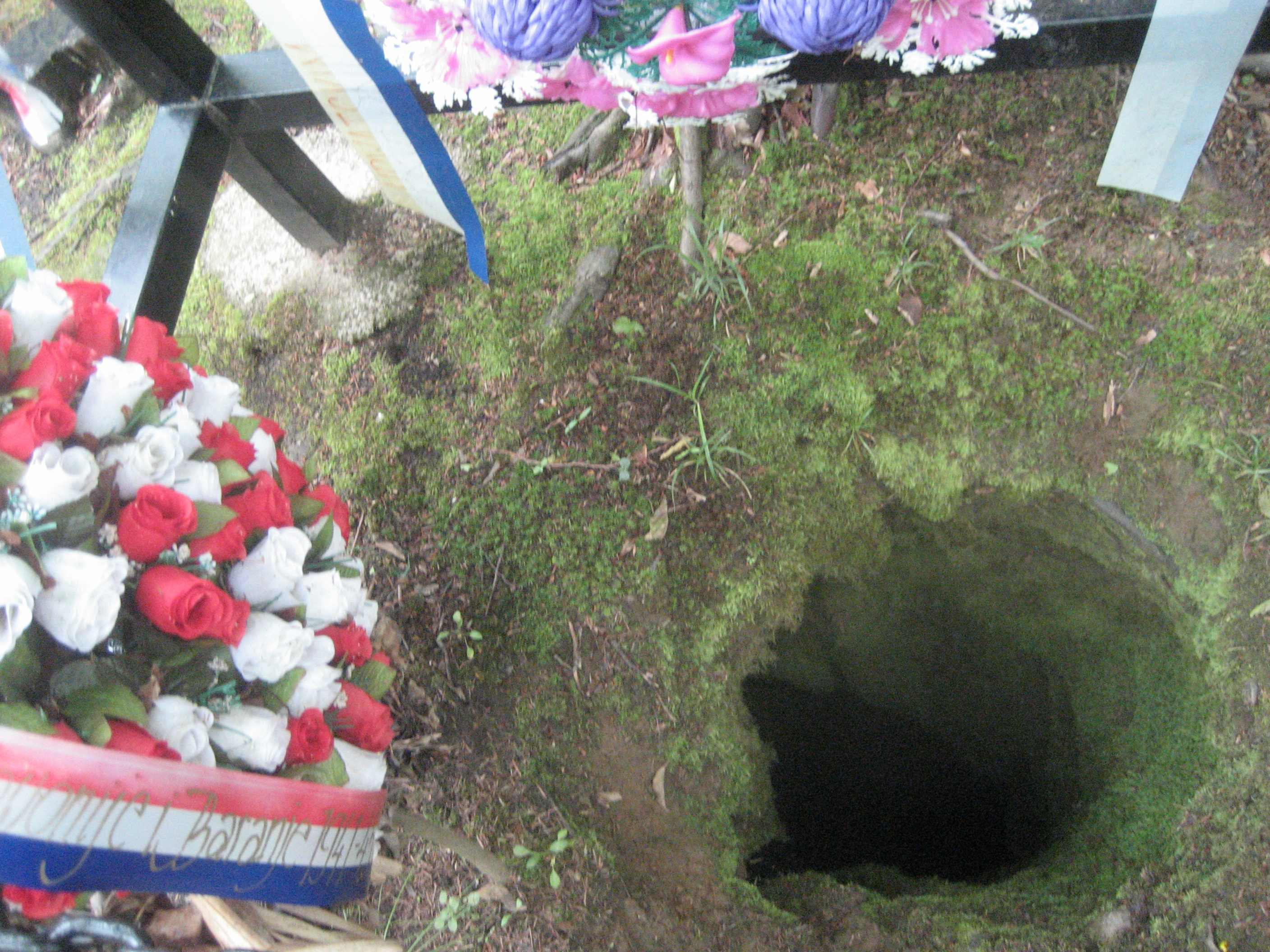
الحفرة في يازوكا

يازوفكا (بالكرواتية: Jazovka) هي حفرة في منطقة جبال أومبيرك بكرواتيا، والمعروفة كموقع للإعدامات الجماعية والمدافن المرتبطة بالأنشطة الحزبية أثناء وبعد الحرب العالمية الثانية. وتم إلقاء مئات الجرحى من الجنود الكروات من مستشفيات ومدنيين زغرب في الحفرة. كان بعضهم قد مات بالفعل، لكن آخرين ماتوا بسبب الإصابات. منذ إعادة اكتشاف الموقع في عام 1990، عندما تم العثور على أكثر من 800 هيكل عظمي، تم تنظيم رحلة حج سنوية.

## الضحايا
- جادنتسيا سبلات، هي راهبة كاثوليكية رومانية حُكم عليها بالإعدام بالرصاص من قبل المحكمة العسكرية الحزبية في زغرب في 29 يونيو 1945.